# B小調彌撒曲
b小調彌撒曲（德語：Messe in h-Moll），作品號BWV 232，是约翰·塞巴斯蒂安·巴赫所寫成的一首大篇幅拉丁弥撒套曲。創作時間經歷25年。最先完成的可追溯至1724年，最後於作曲家去世前一年（即1749年）才被編成現時的樣式。

## 背景
作為虔誠的路德派信徒，巴赫創作了一套如此龐大的天主教式拉丁彌撒曲實在非常奇怪，不過，若注意到巴赫時代的路德派教堂，仍然保留了不少拉丁彌撒的元素和曲調的話，整件事便看來合理得多。马丁·路德在路德派修订版的罗马弥撒中接受了垂憐經（Kyrie）、光榮頌（Gloria in Excelsis）、尼西亞信經（Nicene Creed）和聖哉經（Sanctus）。除了此曲外，巴赫也創了另外四首相對較短的“路德派”彌撒曲（即BWV233-236），這四首短彌撒曲只採用了垂憐經及光榮頌的內容，而相關大部份樂章均取自他的清唱劇段落，再配以拉丁彌撒中的內容。
整首《b小調彌撒曲》的創作年份差不多有25年。研究巴赫的生平的學者一般都同意，巴赫本人並不打算創作一首真正的拉丁彌撒曲。其中垂憐經及光榮頌，是1733年為波蘭國王奧古斯特二世駕崩及奧古斯特三世加冕時所採用的音樂（因為奧古斯特三世信奉天主教）。其他樂章則在不同時期中創作。最後巴赫於1749年將樂章重新組合，成為現時的版本，換句話來講說，這首樂曲其實是包含了他多部先前的作品。
結構上，巴赫依循了傳統彌撒曲的五個部份。可是在標題和編排上，卻不是沿用傳統的劃分方式。他把全曲分為四個部份：第一部份稱為「彌撒」（Missa），包括了垂憐經和光榮頌；第二部份為「尼西亞信經」（Symbolum Nicenum），相應為信經；第三部份是聖哉經，這和拉丁彌撒相同；最後是「讚美頌、迎主曲、羔羊經及請賜平安」（Osanna, Benedictus, Agnus Dei et Dona nobis pacem），其中在聖哉經中，巴赫把本來天主教所採用的「你的光明充滿了天地」（Pleni sunt coeli et terra Gloria tua）變成為路德派所採納的「祂的光明充滿了天地」（Pleni sunt coeli et terra Gloria ejus）。不過，現代的樂譜版本則重新分成五個部份。

### 創作年表
根据威爾弗里德·梅勒斯（Wilfrid Mellers），各部的創作年代大概如下：
- 《圣哉经》创作于1724年。
- 《垂憐经》和《光榮頌》创作于1733年。
- 《歡呼頌》創作於1734年，相信是取自他的一首世俗清唱劇。
- 《信经》完成于1732年。
- 在1748年或1749年，巴赫抄写了作品的总谱。

尽管作品中只有不多的几部分被明确认定使用了早前的音乐，但是有些学者如约舒亚·里夫金（Joshua Rifkin）相信作品的大部分使用了先前的音乐（主要根据手稿证据和作曲模型），例如：第一部分「引用」了教堂清唱劇191號《光榮頌》的全部樂章，分散在第4、8、12樂章。这之中仅有的例外是《垂怜经》开始的四个音符，《信经》的 Confiteor 部分，这两处都在手稿上有涂抹和修改。

### 首演
1786年，巴赫去世后36年，他的儿子卡尔·菲利普·埃曼努埃尔·巴赫在汉堡的一个慈善音乐会上演出了《信经》部分。学者判斷此套曲到19世纪中叶才有完整的作品上演，例如巴赫学者约翰·布特指「没有确凿的证据证明在1859年莱比锡的Riedel-Verein之前有完整的演出。」

## 評價
《b小调弥撒》被认为和《赋格的艺术》属于同一个范畴，即巴赫毕生对声乐的深刻探索的总结。它被认为是古典音乐的一个高峰。阿尔贝托·巴索（Alberto Basso）如下评价这部作品：“《b小调弥撒》是毕生的奉献：出于‘外交’上的原因开始于1733年，完成于巴赫一生最后的岁月——那时他已经失明。这部不朽的作品综合了这位莱比锡的合唱指挥每一个体裁上和技术上对音乐的贡献。它也是天主教的赞颂和路德宗对十字崇拜的最令人惊奇的相遇。”它还在19世纪被汉斯－乔治·那格里（Hans-Georg Nägeli）描述为“所有时代，所有人的最伟大的艺术品。”尽管从来没有被演出，它的重要性被一些巴赫的伟大的后继者所意识到——19世纪早期的弗克尔（Forkel）和海顿都拥有拷贝，贝多芬曾两次尝试获得乐谱。
卡尔·菲利普·埃曼努埃尔·巴赫对他父亲的弥撒手稿做了注解和改正，并且也加入了自己的修改。由于这个和其他的原因，《b小调弥撒》对于编辑者来说是一个巨大的挑战，不同的版本可以存在本质的变化。手稿现存柏林国家图书馆。